# Ville métropolitaine de Turin
La ville métropolitaine de Turin (en italien : città metropolitana di Torino) est une ville métropolitaine italienne située dans la région du Piémont, dont le chef-lieu est Turin. Elle remplace la province de Turin depuis le 1er janvier 2015.

## Géographie
Avec ses 6 827 km2 de superficie, elle est la ville métropolitaine la plus étendue d'Italie.

## Histoire
La ville métropolitaine de Turin est créée le 1er janvier 2015, en application de la loi no 56 du 7 avril 2014 intitulée : « dispositions sur les villes métropolitaines, les provinces, les unions et les fusions de municipalités ». Elle se substitue à la province de Turin sur le même territoire.

## Politique et administration
La ville métropolitaine est dirigée par un maire, qui est celui de la ville de Turin, un conseil métropolitain élu et une conférence métropolitaine consultative, tous deux présidés par le maire.
| Période          | Période         | Identité         | Étiquette | Qualité                                                                      |
| ---------------- | --------------- | ---------------- | --------- | ---------------------------------------------------------------------------- |
| 1er janvier 2015 | 30 juin 2016    | Piero Fassino    | PD        | Maire de Turin (2011 → 2016) Président de la Province de Turin (2014 → 2015) |
| 30 juin 2016     | 20 octobre 2021 | Chiara Appendino | M5S       | Maire de Turin (2016 → 2021)                                                 |
| 27 octobre 2021  | En cours        | Stefano Lo Russo | PD        | Maire de Turin (2021 →)                                                      |

## Démographie
Avec une population de 2 212 996 habitants au 1er janvier 2021, elle se classe à la quatrième place des villes métropolitaines, après Rome Capitale, Milan et Naples.

## Nature
Le parc national du Grand-Paradis s'étend en partie sur son territoire.

## Divers
La ville métropolitaine de Turin est membre de l'association transnationale l'Arc Latin.